# Моритци, Александр
Алекса́ндр Моритци́ (фр. и романш. Alexandre Moritzi; 1806—1850) — швейцарский ботаник.

## Биография
Александр Моритци родился 24 февраля 1806 года в городе Кур в семье Грегориуса Морица и Эльсбет Педолин. Учился в школе в Куре, затем получал образование в Базельском и Лейпцигском университетах. Ботанике Моритци учился в Лейпцигском и Мюнхенском университетах. С 1829 года он преподавал в школе в Куре. Затем Александр под руководством и при поддержке О. П. Декандоля исследовал флору Граубюндена. В 1839 году он стал преподавателем в школе в кантоне Золотурн. В 1842 году Моритци женился на Антуанетте Пернетте Жиро. В 1848—1849 он был президентом Граубюнденского энтомологического общества. В 1849 году он основал журнал Neues Volksblatt, просуществовавший, однако, лишь короткое время. Александр Моритци скончался 23 мая 1850 года.

## Некоторые научные работы
- Moritzi, A. (1832). Die Pflanzen der Schweiz. 460 p.
- Moritzi, A. (1839). Die Pflanzen Graubündens. 158 p.
- Moritzi, A. (1842). Réflexions sur l’espèce en histoire naturelle. 109 p.
- Moritzi, A. (1844). Die Flora der Schweiz. 640 p.
- Moritzi, A.; Léveillé, J.H.; Schaerer, L.E.; Duby, J.É. (1845—1846). Systematisches Verzeichniss. 144 p.

## Роды, названные в честь А. Моритци
- Moritzia DC. ex Meisn., 1840